# Tomicodon eos
Tomicodon eos är en fiskart som först beskrevs av David Starr Jordan och Charles Henry Gilbert 1882.  Tomicodon eos ingår i släktet Tomicodon och familjen dubbelsugarfiskar. IUCN kategoriserar arten globalt som livskraftig. Inga underarter finns listade i Catalogue of Life.